# علی زیدان
علی زیدان از معترضان حکومت معمر قذافی و فعال حقوق بشر در لیبی است که از سوی نمایندگان کنگره ملی (پارلمان) این کشور برای تصدی مقام نخست‌وزیری لیبی انتخاب شد.

## تحصیلات
علی زیدان متولد ۱۹۵۰ میلادی در شهر ودان در استان الجفره لیبی و دارای مدرک کارشناسی ارشد روابط بین‌الملل از دانشگاه جواهر هند است
نخست‌وزیر منتخب لیبی از سال ۱۹۷۵ تا سال ۱۹۸۲ میلادی در وزارت خارجه این کشور به عنوان دیپلمات فعالیت کرده است اما از سال ۱۹۸۲ تا ۱۹۹۲ عضو جبهه ملی نجات لیبی بود، وی از سال ۱۹۸۹ تاکنون سخنگوی رسمی انجمن حقوق بشر لیبی بوده‌است.
وی به عنوان فرستاده شخصی شورای انتقالی لیبی به اروپا و به ویژه فرانسه کار کرده است و پس از انقلاب لیبی حزب وطن برای توسعه و رفاه را تأسیس کرد و قبل از نامزد شدن برای تصدی مقام نخست‌وزیری عضو کنگره ملی از حوزه الجفره بوده‌است.